# 김미연 (컬링 선수)
김미연(1979년 10월 20일~)은 대한민국의 컬링 선수이다.